# Shen Mengyu
Shen Mengyu (xinès simplificat: 沈梦雨, pinyin: Shěn Mèngyǔ; Shanghai, 19 d'agost de 2001) és una futbolista xinesa que juga de migcampista al London City Lionesses.

## Biografia
Nascuda a Shanghai el 2001, va jugar al Shanghai Shengli abans de fitxar pel Celtic FC Women, a la Scottish Premier League, als 19 anys.
L'any 2021, quan Shen va fitxar pel Celtic de Glasgow, es va convertir en la primera jugadora xinesa en jugar a Escòcia, ajudant al seu equip a guanyar la Copa Femenina d'Escòcia 2022 i la Copa de la Premier League Femenina Escocesa 2021, en una temporada que va acabar amb un doblet històric. El 2023, l'equip tornaria a guanyar la Copa.